# پسر علی بابا
پسر علی بابا (به انگلیسی: Son of Ali Baba) یک فیلم سینمایی تکنی‌کالر آمریکایی در ژانر ماجراجویی محصول سال ۱۹۵۲ میلادی به کارگردانی کرت نیومن و بازیگران اصلی تونی کرتیس و پایپر لوری می‌باشند.

## داستان
در ایران قرون وسطایی، کشما بابا، پسر سارق مشهور بغداد "علی بابا" افسر یک آکادمی نظامی ایرانی است. او در برابر رقیبش "حسین" پسر خلیفه شرور بغداد قرار می گیرد و... 

## بازیگران
- تونی کرتیس در نقش کاشما بابا
- پایپر لوری در نقش شاهزاده خانم آزورا از فز / کیکی
- سوزان کابوت به عنوان تالا
- ویلیام رینولدز در نقش مستاستا
- هیو اوبراین در نقش حسین
- ویکتور جوری در نقش خلیفه
- جرالد مهر به عنوان سرو. یوسف
- رابرت برت به عنوان فرمانده
- لئون بلاسکو به عنوان بابو
- موریس انکروم در نقش علی بابا